# Cristian Zuñiga
Cristian David Zúñiga Pino (Barranquilla, Colombia, 7 de mayo de 1992) es un futbolista colombiano. Juega como delantero y su equipo actual es el Veraguas United Fútbol Club de la Primera División de Panamá.

## Trayectoria
Zúñiga comenzó su carrera con el Itagüí Leones de Colombia. Con el cual no le fue bien en el inicio de su carrera. Un año después es reclutado por el San Francisco FC de la Liga Panameña de Fútbol. En enero de 2020 fichó como cedido por Alianza Lima en la Primera División del Perú llegando como el artillero. En la tradicional “Noche Blanquiazul”, Alianza Lima presentó a su plantel temporada 2020 y el colombiano se robó el show con un curioso baile. Tras ser mencionado por los presentadores oficiales de la ‘Noche Blanquiazul’, el flamante jugador de Alianza Lima salió a la cancha, mientras sonaba una conocida canción de su país. El pegajoso ritmo no permitió que siga su camino con tranquilidad. Vestido en el nuevo uniforme blanquiazul, Cristian Zuñiga hizo gala de su habilidad como bailarín y realizó algunos pasos, no tan fáciles se seguir. Inmediatamente todos los hinchas aplaudieron su sorpresiva actuación. Tras esto, un comentarista le puso el apodo de 'El Atrevido'.
Sin embargo, en Perú no logró destacar mucho, regresó a Panamá luego de su corto y mal paso por Perú (A pesar de ser nombrado como el más atrevido de la Liga 1), su bajo rendimiento le fue quitando protagonismo. En el 2021 fichó por el Club Deportivo del Este también de la Liga Panameña de Fútbol.

## Estadísticas
Actualizado al 7 de mayo de 2023.
| Itagüí Leones · Colombia                                                  | 2ª                  | 2015                | 22  | 2  | 6  | 1 | - | - | 28  | 3  | 0,10 |
| Itagüí Leones · Colombia                                                  | Total               | Total               | 22  | 2  | 6  | 1 | 0 | 0 | 28  | 3  | 0,10 |
| San Francisco F. C. · Panamá                                              | 1ª                  | 2016-17             | 11  | 5  | 0  | 0 | - | - | 11  | 5  | 0,45 |
| San Francisco F. C. · Panamá                                              | 1ª                  | 2017-18             | 31  | 12 | 0  | 0 | - | - | 31  | 12 | 0,38 |
| San Francisco F. C. · Panamá                                              | 1ª                  | 2018-19             | 26  | 12 | 1  | 0 | - | - | 27  | 12 | 0,44 |
| San Francisco F. C. · Panamá                                              | 1ª                  | 2019                | 19  | 8  | -  | - | 2 | 0 | 21  | 8  | 0,33 |
| Alianza Lima · Perú                                                       | 1ª                  | 2020                | 9   | 0  | -  | - | 4 | 0 | 13  | 0  | 01.0 |
| Alianza Lima · Perú                                                       | Total               | Total               | 21  | 25 | 15 | 8 | 4 | 0 | 13  | 0  | 08,0 |
| San Francisco F. C. · Panamá                                              | 1ª                  |                     |     |    |    |   |   |   |     |    |      |
| San Francisco F. C. · Panamá                                              | 1ª                  | 2020                | 9   | 0  | -  | - | 0 | 0 | 9   | 0  | 0,00 |
| San Francisco F. C. · Panamá                                              | 1ª                  | 2021                | 6   | 2  | -  | - | - | - | 6   | 2  | 0,33 |
| San Francisco F. C. · Panamá                                              | Total               | Total               | 102 | 39 | 1  | 0 | 2 | 0 | 105 | 38 | 0,36 |
| C. D. del Este · Panamá                                                   | 1ª                  | 2021                | 15  | 1  | -  | - | - | - | 15  | 1  | 0,06 |
| C. D. del Este · Panamá                                                   | 1ª                  | 2022                | 13  | 2  | -  | - | - | - | 13  | 2  | 0,15 |
| C. D. del Este · Panamá                                                   | Total               | Total               | 28  | 3  | 0  | 0 | 0 | 0 | 28  | 3  | 0,11 |
| Municipal Pérez Zeledón · Costa Rica                                      | 1ª                  | 2023                | 20  | 4  | -  | - | - | - | 20  | 4  | 0,20 |
| Municipal Pérez Zeledón · Costa Rica                                      | Total               | Total               | 20  | 4  | 0  | 0 | 0 | 0 | 20  | 4  | 0,20 |
| Total en su carrera                                                       | Total en su carrera | Total en su carrera | 176 | 47 | 7  | 1 | 6 | 0 | 188 | 48 | 0,26 |
| (1)Incluidos los datos de la Liga Concacaf 2019 y Copa Libertadores 2020. |                     |                     |     |    |    |   |   |   |     |    |      |

## Palmarés

### Premios Individuales
- Goleador del Torneo Clausura 2019 (Panamá)
- Goleador del Torneo Apertura 2019 (Panamá)